# Шаффер, Саймон
Саймон Шаффер (Simon J. Schaffer; род. 1 января 1955, Саутгемптон, Гэмпшир) — британский историк науки, специалист по социальной истории науки и физики XVII-XX веков. Доктор философии; профессор Кембриджа; член Британской академии (2012). Отмечен George Sarton Medal (2013), наивысшим отличием Общества истории науки. Лауреат премии Дэна Дэвида (2018). Членкор Международной академии истории науки IAHS (2005).
Обучался в Кембриджском и Гарвардском университетах, окончил кембриджский Тринити-колледж и там же получил степень доктора философии. Преподавал историю науки в Имперском колледже Лондона, Калифорнийском университете в Лос-Анджелесе, Высшей школе социальных наук в Париже. Ныне профессор истории и философии науки соответствующей кафедры (Department of History and Philosophy of Science, University of Cambridge) Кембриджа; с 1985 года феллоу его Дарвиновского колледжа. Являлся (в 2004—2009 гг.) редактором The British Journal for the History of Science. Публиковался в  Science in Context.

### Отличия
- Премия Эразма (2005) — за книгу в соавторстве с Стивеном Шейпином «Leviathan and the Air-Pump: Hobbes, Boyle and the Experimental Life»[9]
- BSHS Slade Prize (2009) - за эссе “How Disciplines Look”[10]
- George Sarton Medal[англ.] (2013)
- Caird Medal[англ.] (2015)
- Paul Bunge Award Германского химического общества (2017)
- Премия Дэна Дэвида (2018)[5][6]
- Wilkins-Bernal-Medawar Lecture[англ.] (2019)[11]